# ドラゴンボールZ 復活のフュージョン!!悟空とベジータ
『ドラゴンボールZ 復活のフュージョン!!悟空とベジータ』（ドラゴンボールゼット ふっかつのフュージョン!!ごくうとベジータ）は、1995年3月4日に公開された『ドラゴンボール』シリーズの劇場公開作第15弾。監督は山内重保。
キャッチコピーは「この世とあの世の二大バトル!悟空、ベジータ、悟天、トランクス総登場!!」。
春休みの「95年東映アニメフェア」の1作品として上映された。同時上映作は『スラムダンク 湘北最大の危機! 燃えろ桜木花道』『ママレード・ボーイ』。

## 解説
邦画配給収入12億7000万円、観客動員数320万人。ビデオ販売本数2万5千本。劇場版20作目記念アンケート「あなたの好きなドラゴンボールの劇場版は何？」第1位。
劇場版第11作目の『ドラゴンボールZ 燃えつきろ!!熱戦・烈戦・超激戦』以来となる孫悟空が主人公の劇場版作品。『DRAGON BALL大全集』には「悟空が魔人ブウの名を出したり、ゴテンクスが登場した点、ベジータが死んでいる点から、魔人ブウ戦のさなかの出来事と推測できる」と書かれている。
過去に倒された敵の代表としてフリーザも出演。また、ボージャックなども登場するが、フリーザが倒された直後に逃亡している。宣伝ポスターにはナッパやラディッツ、ドドリアとザーボン、クウラやサウザー、スラッグやDr.ウィローが描かれていた。またあの世では従来の激闘が繰り広げられるが、現世では一部の戦闘シーンがカートゥーン調に描写されている。
本作は劇場版作品の記念すべき15作目ということで、劇場版第10作目の『ドラゴンボールZ 極限バトル!!三大超サイヤ人』の時と同様にパンフレットは豪華な記事を揃えており、フュージョンやフリーザ、パイクーハンに関する辞典なども載せられていた。
原作では後に、悟空とベジータとの「ポタラ」による合体戦士ベジットを登場させている。これはフュージョンでの合体は劇場アニメで既にやっているから、との理由のためであり、本作は原作にも一定の影響を与えている。

## あらすじ
普段のように天国と地獄の管理を行っている閻魔の館で一人の若いサイケ鬼が地獄行きの魂を浄化するスピリッツロンダリング装置のタンクを換え忘れた。満タンになったタンクからは悪の気が漏れ出し、サイケ鬼の体を媒介に、怪物ジャネンバに変化。同時に閻魔の館は結界で封じられてしまい、あの世とこの世の秩序がめちゃくちゃになってしまった。この世ではフリーザなど、かつて倒した悪人達が復活し大混乱。孫悟飯、孫悟天、トランクスらが応戦するが、根本的な解決法が分からずにいた。
同じ頃、前回のあの世一武道会のやり直しとして再び行われていた武道会の決勝戦にて、突如謎の結晶体が現れる。閻魔界に異常があることを知った悟空とパイクーハンは閻魔のもとへと向かい、結界を破壊しようと試みるも失敗。閻魔から、結界を張った張本人が上にいたジャネンバであると告げられ、ジャネンバ直々の指名もあり、悟空が闘いを挑むことになる。
ジャネンバは一見間抜けな姿をしているが、魔法のような不思議な技を自在に操る上に、相手の動きを見切ることに長けているため、悟空はやや苦戦を強いられる。ついに悟空は魔人ブウ戦以来2度目となる超サイヤ人3に変身し、ジャネンバに渾身の一撃を喰らわせる。ところが、息絶えたかに見えたジャネンバは瞬く間に体を再生させ、より戦闘向きの体となって悟空に襲い掛かった。ジャネンバの実力は悟空の超サイヤ人3の力をもってしても歯が立たず、大ピンチに。そんな中悟空のピンチに駆けつけたのは、あの世の秩序が乱れたことにより、本来の肉体を取り戻したベジータだった。
一人果敢に立ち向かうベジータだったが、ジャネンバに敵わず、歴然たる実力差を見せつけられたベジータは、死んだ今でもなお悟空に一歩及ばないことを悟り、落胆する。そこで、悟空から最後の手段として、融合技「フュージョン」を提案される。あの世とこの世の秩序を元通りにすべく、悟空とベジータは、強敵ジャネンバを前にフュージョンを試みる。

## 登場人物

### レギュラーキャラクター
- 孫悟空、孫悟飯、孫悟天 - 野沢雅子
- ベジータ - 堀川亮
- トランクス - 草尾毅
- ビーデル - 皆口裕子
- パイクーハン - 緑川光
- ブルマ - 鶴ひろみ
- チチ - 渡辺菜生子
- ミスターサタン、閻魔大王[8] - 郷里大輔
- フリーザ - 中尾隆聖
- 大界王 - 槐柳二
- 東の界王 - 山本圭子
- 西の界王 - 島田敏
- 南の界王 - 西尾徳
- ナレーター、界王[8] - 八奈見乗児

### ゲストキャラクター
ゴジータ
声 - 野沢雅子 & 堀川亮
ジャネンバを倒すために、悟空とベジータの2人がフュージョンした姿。最初にフュージョンした時は失敗して「ベクウ」となった。
ジャネンバ
声 - 玄田哲章
地獄付近にある魂の浄化装置「スピリッツロンダリング装置」から溢れ出てしまった邪気が、近くにいた装置の管理担当者だったサイケ鬼の肉体を依り代に利用して誕生した怪物。
誕生時は非常に太った体型で、子供のような無邪気な性格をしていて「ジャネンバ」としか喋れないが、その強さは絶大な戦闘力を誇り、圧倒的なパワーに加え空間を越えての攻撃や、分身など魔術的な能力を備えており、相手の技を見切る能力に長けている。超サイヤ人3に変身した悟空の渾身の一撃で絶命したかに見えたが、巨体を圧縮させていき、人間と同じほどの大きさの邪悪な姿に変貌を遂げた。
変化後は長身かつ筋肉質な体型で無邪気な形態時より戦闘向きになっている。粗暴で残虐的な性格になり、もはや人語も話さず叫び声や呻き声しか発さない。感情はあるらしく顔をしかめたり、嘲笑などの表情も見せる。
超サイヤ人3の悟空をもってしても歯が立たないほどに戦闘力・能力が共に飛躍的に向上し、自分の体をブロック片状に分解し、別の場所で体を再構築して出現する瞬間移動を使って相手を翻弄する。分解した身体を再構成しながら攻撃も可能であり、相手が出現に気がついた瞬間にはもう攻撃されているという状況を生みだせるため圧倒的な主導権を持つ。他にも、ガラスの雨のような光線を放出したり、地面に落ちていた小さな棍棒を遠距離からも切断可能な剣に変えたり、針の山の残骸を伸縮自在な武器に変化させたり、腕を伸ばすなど多彩な技を身に付けていて、これにより悟空たちを圧倒する。
悟空の攻撃をことごとく回避するものの、この技は悟空の使う瞬間移動とは異なり、体の分解途中で気弾による攻撃を受けると気弾の爆発も再構成先にまで伝播し移動先がバレてしまうという弱点があるため、ベジータにその弱点を見抜かれた。また、自身が作り出した結界と同様に罵声を受けると微弱なダメージを受けるという弱点をパイクーハンに利用された。罵倒のほかに、相手の技を読むのに長けてはいるもののコミカルで予測不能な動きをされると対応が鈍るという点も弱点の一つ。ベクウの転倒と共にもんどりうったり、ベクウを追いかけている際にいきなり転ばれ巻き込まれる形で転倒してしまうなどした。
最終的にはパイクーハンの援護によって悟空たちは二度目のフュージョンを成功させ、ゴジータとなったことで形勢逆転。ジャネンバは圧倒され、怒号とともに渾身の拳の一撃を見舞うがゴジータには通じず、苦戦の末にゴジータの輝く球を喰らい、浄化されて元のサイケ鬼に戻った。
『劇場版ドラゴンボールヒストリー』では、劇場版シリーズの敵で1番強いのはジャネンバであると記されている。
名前の由来は「邪悪な念波」を縮めたもの。デザインは作画監督の山室直儀。鳥山明に提出した際デザインが良かったため、ほぼそのまま決定しており、鳥山明も、自分がデザインに関わった映画の敵キャラクターの中には気に入っているキャラクターはいないが、東映アニメがデザインしたジャネンバの変身後は気に入っており、カッコ良くて戦闘シーンでの動きが生き生きしていいと語っている。「悪魔っぽいキャラクターで」というオーダーをスタッフから受けデザインされ、鳥山明からチェックが返り実際の変身ジャネンバのデザインが完成したという流れになっており、手足の浮き出た血管のようなものは鳥山のチェックが入る以前に手足にらせん状のツタが絡まったようなデザインだった頃の名残。
『ドラゴンボールヒーローズ』ギャラクシーミッション第4弾では、ベビーと合体したジャネンバベビーが登場。さらに、邪悪龍ミッションでは、バビディに洗脳された破壊王ジャネンバベビーとして登場している。暗黒帝国編では暗黒ドラゴンボールの五星球を埋め込まれ、体色が暗くなり体格と剣が凶悪な相貌となったジャネンバ：ゼノに変化した。
サイケ鬼
スピリッツロンダリング装置を扱う管理係の赤鬼。スピリッツロンダリング装置のタンクに溜まった悪の気が満タンになっているのにも気付かず、ヘッドフォンから流れるヘビメタの音楽を聞きながら踊りに夢中になった結果、爆発したタンクからあふれ出た大量の悪の気を浴びてジャネンバに変化してしまう。ジャネンバがゴジータに倒されたことで元の姿に戻るが、直後ゴジータに恐怖して逃げていった。他の鬼と比べると髪は半分黄色く染めておりカジュアルな服装をしている。
青鬼
声 - 安西正弘
閻魔の部下として働く鬼。サイケ鬼の同僚。ジャネンバの結界に最初に閉じ込められた。
独裁者
この世とあの世の混乱で甦った悪人。モデルはヒトラー。シンボルマークは「×」（バツの字）である。ゾンビ兵と軽駆逐戦車ヘッツァーの軍団を率いて街を荒らしまわり、悟天、トランクスらと交戦する。ゴテンクスの「スーパーゴーストカミカゼアタック オバケまとめて100人」により軍隊共々全滅した。
ゾンビ兵
独裁者と共に悟天たちと戦った兵士。
林田
5年前に亡くなった老人。娘夫婦と孫が墓参りに訪れた際、ジャネンバ事件で一時的に復活した。
ジュリアーノ
60年前に亡くなった若い女性。ジャネンバ事件で一時的に復活し、恋人のロメオと再会を果たす。
ロメオ
ジュリアーノの恋人だった老人。ジュリアーノの墓参りに訪れた際、ジャネンバ事件で一時的に復活したジュリアーノとの再会を果たす。
ジュリアーノと共に由来は『ロミオとジュリエット』。

## スタッフ
- 製作総指揮 - 高岩淡、安齊富夫、泊懋
- 原作 - 鳥山明
- 企画 - 森下孝三、蛭田成一、清水賢治、金田耕司、週刊少年ジャンプ
- 製作担当 - 杉本隆一
- 脚本 - 小山高生
- 音楽 - 菊池俊輔
- 撮影監督 - 武井利晴
- 録音 - 二宮健治
- 編集 - 福光伸一
- 美術設定 - 窪田忠雄
- 美術監督 - 徳重賢
- 作画監督 - 山室直儀
- 監督 - 山内重保
- 原画 - 入好さとる、舘直樹、木下勇喜、稲上晃、山室直儀 他
- 宣伝協力 - フジテレビ

## 主題歌
オープニングテーマ - 「WE GOTTA POWER」
作詞 - 森雪之丞 / 作曲・編曲 - 石川恵樹 / 歌 - 影山ヒロノブ（日本コロムビア）
エンディングテーマ - 「最強のフュージョン」
作詞 - 森雪之丞 / 作曲 - 林哲司 / 編曲 - 林有三 / 歌 - 影山ヒロノブ（日本コロムビア）

## 映像ソフト
いずれも東映ビデオより発売。
- VHS・LD
1995年9月8日に発売。
- DVD
  - DRAGON BALL 劇場版 DVDBOX DRAGON BOX THE MOVIES
2006年4月14日発売。
  - DRAGON BALL THE MOVIES #12 ドラゴンボールZ 復活のフュージョン!!悟空とベジータ
2009年1月9日発売。
- Blu-ray
  - DRAGON BALL THE MOVIES Blu‐ray ♯06
2018年12月5日発売。

## 関連書籍
- アニメキッズコミックス ドラゴンボールZ〈映画編2〉 復活のフュージョン!!悟空とベジータ - 集英社（集英社コミックメディアムック） 、1995年5月20日、雑誌 63501-34
- ジャンプ アニメ ライブラリー(1) ドラゴンボールZ 映画編 復活のフュージョン!!悟空とベジータ - 集英社、1995年6月3日、雑誌64331-33
- ジャンプ・アニメコミックス ドラゴンボールZ 復活のフュージョン!!悟空とベジータ - 集英社、1995年8月26日、ISBN 4-8342-1408-7